# Guaricia terepaimanus
Guaricia terepaimanus is een hooiwagen uit de familie Cosmetidae.